# Passo della Fobbiola
Il  Passo della Fobbiola  o "Le Fobiöle" è un valico alpino posto a quota 1.070  m s.l.m. alla testata della Valle di Sas.  Situato nel territorio comunale di Valvestino fa parte del Parco Alto Garda Bresciano, collega, tramite una mulattiera, la Valle del Droanello con quella del Toscolano nella Val Vestino site in provincia di Brescia.

## Origine del nome
Il termine Fobbiola o Fobiola è un diminutivo di Fobbia o Fòbia e deriva dal latino "fovea" che significa fossa, quindi gli antichi denominavano così quei passi, valichi di montagna siti in quelle zone caratterizzate da aspre forre o profondi solchi vallivi. Sembra derivare dalla dominazione longobarda e il toponimo è ricorrente nella provincia di Brescia o dell'Alto Garda bresciano con il Passo o Cavallino della Fobbia e la vicina Cima Fobbia tra Capovalle e Treviso Bresciano,  il Passo della Fobbiola sito nel comune di Vobarno a Eno in Degagna, il Passo della Fobia a Gargnano, il Baito di Fobia a Tremosine e il Dorso Fobia a Sonico.
Il toponimo non è menzionato ell'"Atlas Tyrolensis" del cartografo Peter Anich, stampato a Vienna nel 1774, che è la prima carta geografica dettagliata della Contea del Tirolo, tanto meno nella carta geografica della Contea di Lodrone o nei catasti austriaci del 1800 e neppure in quelle dell'IGM italiano dei primi decenni del Novecento.  Pertanto la sua collocazione geografica è stata tramandata oralmente solo dalla popolazione locale. Il Passo è nominato altresì, per la prima volta, in una ricerca del maestro Vito Zeni precisamente in "La Valle di Vestino. Appunti di storia locale", edito a Magasa nel 1984.

## Geografia
Il Passo della Fobbiola è sormontato nel versante sud dal Monte Tavagnone e a nord dal monte Camiolo, a sud ovest rappresenta la testata della Valle di Sas ed è raggiungibile da sud percorrendo il tracciato di 2 chilometri salendo dal monte Tavagnone di Valvestino, oppure da nord scendendo per circa 2 chilometri il detto sentiero del monte Camiolo dalla località Apene posto a quota 1.170 m s.l.m. 
Ora se il tracciato è praticato solamente da escursionisti, è rimasto in uso come collegamento pedonale e transito delle mandrie fino al secolo scorso quando cominciò a cadere in disuso tra la popolazione locale a seguito della scomparsa dell'allevamento del bestiame nella valle del Droanello,  sui monti Tavagnone e Camiolo.  Difatti questi luoghi sono stati fino agli anni settanta del secolo scorso, prima dell'abbandono dell'agricoltura di montagna degli ultimi contadini di Turano, Magasa e Bollone, una zona d'alpeggio e coltivazione del foraggio, un'area dedicata alla produzione del formaggio e si può considerare il più appartato della Val Vestino.

## Storia
Fino al secolo scorso il valico di Passo della Fobbiola rappresentò un collegamento in uso tra la popolazione della Val Vestino per comunicare con quella del Valle del Droanello.
Per permettere un passaggio agile e sicuro, il tracciato fu costantemente manotenuto, riattato in più periodi alle esigenze militari e allargato a proprie spese dalle comunità di Valle. Qui vi transitò la storia della Val Vestino fatta da mercanti, contadini, cavallari, carbonai, banditi del XVII e XVII secolo, tra questi Eliseo Baruffaldi, cartografi, gli eserciti della Repubblica di Venezia nel 1516, i garibaldini nel 1866 e gli italiani nel 1915.

## Natura
La zona del passo fu erborizzata nella metà dell'Ottocento dal botanico Francesco Facchini  precisamente nel 1846 e nell'ottobre 1847.
Nel decennio Novecento anche i botanici Pietro Porta e poi Filiberto Luzzani nel 1941 studiarono la flora del luogo.

## Galleria d'immagini

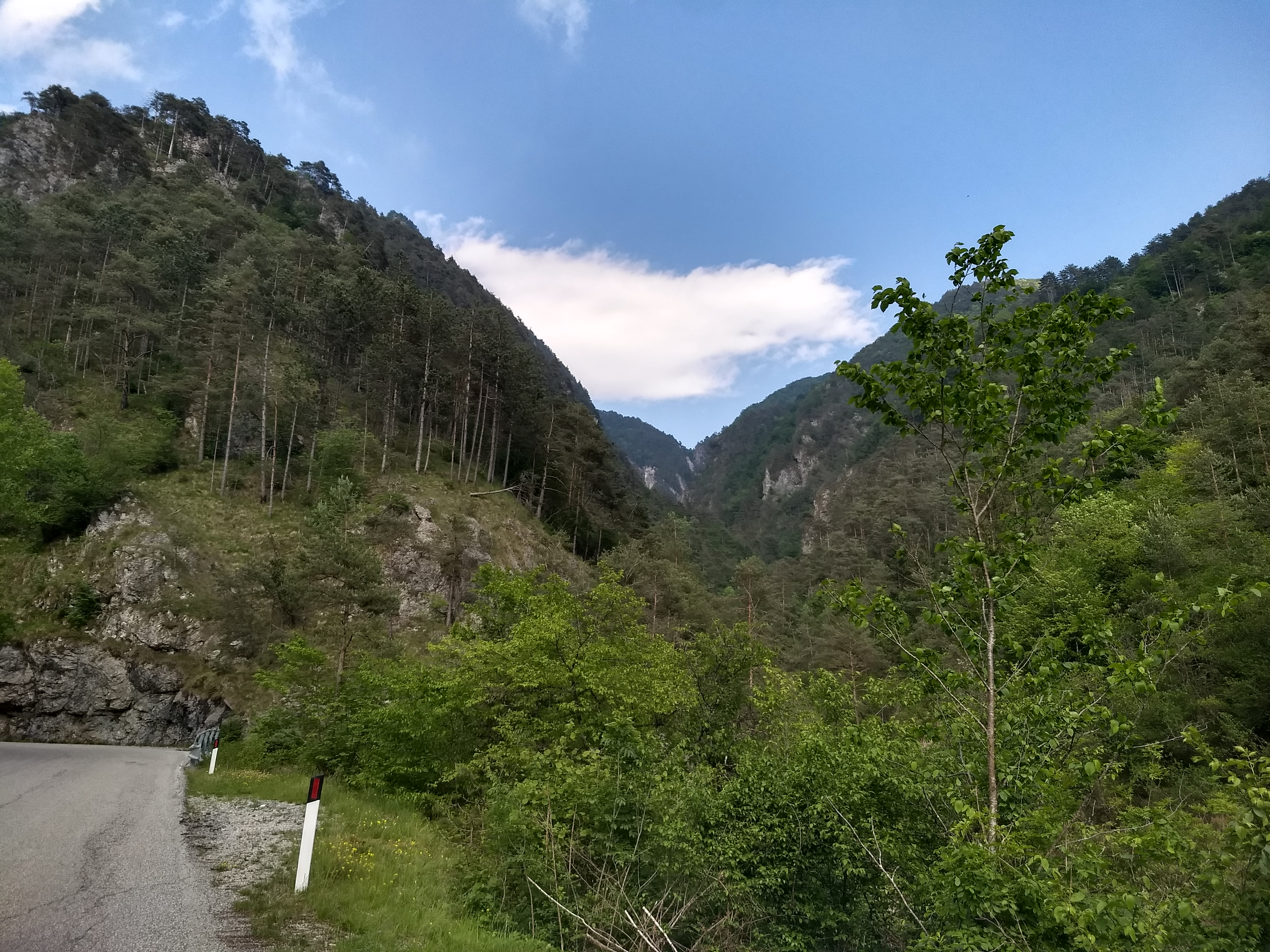
Monte Tavagnone, la Valle di Sas ripresa dalla località Fucina al ponte di Nangone sulla provinciale n.9, sullo sfondo della Valle la Bocca della Vena che collega il sentiero dalla località Apene di monte Camiolo con la montagna